# Grand Prix Formule 1 van Japan 1994
De Grand Prix Formule 1 van Japan 1994 werd gehouden op 6 november 1994 op Suzuka.

## Verslag
Opnieuw een aantal verschuivingen in het rijdersveld: Lotus had Mika Salo als teammaat voor Alessandro Zanardi aangeworven. Johnny Herbert verliet Ligier na één race en ging bij Benetton rijden. Bij Ligier ging Franck Lagorce rijden. JJ Lehto ging bij Sauber rijden omdat de terugkeer van Karl Wendlinger nog een tijdje uitgesteld was en het team Andrea de Cesaris niet meer kon bereiken. Simtek had geld nodig en haalde Taki Inoue binnen in plaats van Domenico Schiattarella.

### Kwalificatie
Michael Schumacher pakte de pole-position, met naast hem Damon Hill. Heinz-Harald Frentzen startte vanop de tweede startrij, naast Nigel Mansell. Achter hen stonden Johnny Herbert, Eddie Irvine, Jean Alesi, Mika Häkkinen, Martin Brundle en Rubens Barrichello.

### Race

#### Eerste start
Schumacher raakte op de natte baan niet goed weg, maar slaagde er toch in zijn eerste plaats tegen Hill te verdedigen. Frentzen volgde als derde met Herbert, Alesi en Irvine achter hem. Frentzen probeerde in de tweede ronde voorbij Hill te geraken maar schoof hierbij van de baan. Het ging hoe langer, hoe harder regenen waardoor de safety car de baan opkwam. Voordat de race onder controle was, reed Herbert in de pitmuur, Ukyo Katayama en Inoue volgden zijn voorbeeld. Het duurde zeven ronden voor de regen minderde en de wrakstukken allemaal opgeruimd waren. Hierna kon de race opnieuw van start gaan, met Schumacher nog steeds aan de leiding en Hill daarachter. Gerhard Berger moest opgeven met een motorprobleem en Gianni Morbidelli viel uit met een zware crash. Tijdens het opruimen van dat wrak ging Brundle op dezelfde plaats van de baan, tegen de marshalls die het wrak van Morbidelli aan het opruimen waren. Eén marshall liep hierbij een gebroken been op en de race werd stilgelegd met een rode vlag.

#### Tweede start
Er waren nog maar vijftien auto's in koers toen de race achter de safety car herstart werd. De verschillen tussen de wagens voor het stilleggen van de race werden uiteindelijk wel meegenomen in het eindklassement. De winnaar van de race werd diegene die de volledige race-afstand wist uit te rijden in het minste tijd. Schumacher ging al snel in de pits en kreeg veel benzine mee. Het team verwachtte dat de race vroeger ging stilgelegd worden door de regen. Hill kon hierdoor voorsprong nemen, tot aan zijn pitstop. Alesi was kort leider tot ook hij zijn stop moest maken en Hill opnieuw aan de leiding kwam. Schumacher kwam echter dichterbij en in de 36ste was hij feitelijk de raceleider, zelfs als hij achter Hill bleef. De baan droogde echter op en het werd duidelijk dat de race niet vroeger stilgelegd ging worden. Schumacher moest hierdoor nog een tweede pitstop maken en hij viel terug. Hill kon uiteindelijk de race winnen met een verschil van 3,3 seconden voor Schumacher. Alesi werd derde, Mansell vierde, Irvine vijfde en Frentzen zesde.

## Uitslag
| Positie | Nummer | Rijder                | Team              | Ronden | Tijd/Opgave     | Startplaats | Punten |
| ------- | ------ | --------------------- | ----------------- | ------ | --------------- | ----------- | ------ |
| 1       | 0      | Damon Hill            | Williams-Renault  | 50     | 1:55:54.4       | 2           | 10     |
| 2       | 5      | Michael Schumacher    | Benetton-Ford     | 50     | +3.365          | 1           | 6      |
| 3       | 27     | Jean Alesi            | Ferrari           | 50     | +52.045         | 7           | 4      |
| 4       | 2      | Nigel Mansell         | Williams-Renault  | 50     | +56.074         | 4           | 3      |
| 5       | 15     | Eddie Irvine          | Jordan-Hart       | 50     | +1:42.107       | 6           | 2      |
| 6       | 30     | Heinz-Harald Frentzen | Sauber-Mercedes   | 50     | +1:59.863       | 3           | 1      |
| 7       | 7      | Mika Häkkinen         | McLaren-Peugeot   | 50     | +2:02.985       | 8           |        |
| 8       | 9      | Christian Fittipaldi  | Arrows-Ford       | 49     | +1 Ronde        | 18          |        |
| 9       | 20     | Érik Comas            | Larrousse-Ford    | 49     | +1 Ronde        | 22          |        |
| 10      | 11     | Mika Salo             | Lotus-Mugen-Honda | 49     | +1 Ronde        | 25          |        |
| 11      | 26     | Olivier Panis         | Ligier-Renault    | 49     | +1 Ronde        | 19          |        |
| 12      | 31     | David Brabham         | Simtek-Ford       | 48     | +2 Rondes       | 24          |        |
| 13      | 12     | Alessandro Zanardi    | Lotus-Mugen-Honda | 48     | +2 Rondes       | 17          |        |
| NF      | 4      | Mark Blundell         | Tyrrell-Yamaha    | 26     | Motor           | 13          |        |
| NF      | 14     | Rubens Barrichello    | Jordan-Hart       | 16     | Versnellingsbak | 10          |        |
| NF      | 8      | Martin Brundle        | McLaren-Peugeot   | 13     | Spin            | 9           |        |
| NF      | 10     | Gianni Morbidelli     | Arrows-Ford       | 13     | Spin            | 12          |        |
| NF      | 28     | Gerhard Berger        | Ferrari           | 10     | Ontsteking      | 11          |        |
| NF      | 25     | Franck Lagorce        | Ligier-Renault    | 10     | Botsing         | 20          |        |
| NF      | 23     | Pierluigi Martini     | Minardi-Ford      | 10     | Botsing         | 16          |        |
| NF      | 24     | Michele Alboreto      | Minardi-Ford      | 10     | Spin            | 21          |        |
| NF      | 6      | Johnny Herbert        | Benetton-Ford     | 3      | Spin            | 5           |        |
| NF      | 3      | Ukyo Katayama         | Tyrrell-Yamaha    | 3      | Spin            | 14          |        |
| NF      | 32     | Taki Inoue            | Simtek-Ford       | 3      | Spin            | 26          |        |
| NF      | 6      | Jyrki Järvilehto      | Sauber-Mercedes   | 0      | Motor           | 15          |        |
| NF      | 19     | Hideki Noda           | Larrousse-Ford    | 0      | Spin            | 23          |        |
| NQ      | 34     | Bertrand Gachot       | Pacific-Ilmor     |        |                 |             |        |

## Statistieken
| Pole-position | Michael Schumacher | Benetton-Ford    | 1:37.209 |
| Snelste ronde | Damon Hill         | Williams-Renault | 1:56.597 |

## Noot
- Dit was het debuut van de Japanse coureur Taki Inoue, de Franse coureur Frank Lagorce, en de Finse coureur Mika Salo.
- Tiende snelste ronde voor Damon Hill.

1976 · 1977 · 1987 · 1988 · 1989 · 1990 · 1991 · 1992 · 1993 · 1994 · 1995 · 1996 · 1997 · 1998 · 1999 · 2000 · 2001 · 2002 · 2003 · 2004 · 2005 · 2006 · 2007 · 2008 · 2009 · 2010 · 2011 · 2012 · 2013 · 2014 · 2015 · 2016 · 2017 · 2018 · 2019 · 2022 · 2023 · 2024 · 2025